# Dayron Robles
Dayron Robles (Guantánamo, 1986. november 19. –) olimpiai bajnok kubai gátfutó, a 110 méteres gátfutás volt világcsúcstartója.

## Pályafutása
A 2006-os fedett pályás világbajnokságon Moszkvában új egyéni csúcsot futott 7,46 másodperccel. Ezt az idejét 7,33 másodpercig tudta javítani, ami a világ második legjobb ideje fedettpályán Colin Jackson 1994. március 6-án futott világcsúcsa után.
A 110 méteres gátfutás világcsúcstartója volt. 12,87 másodperces időeredményt 2008. június 12-én futotta Ostravában, amelyet 2012 szeptemberében Aries Merritt döntött meg.
A 2008-as olimpián nagy izgalmakat lehetett várni a 110 méteres gátfutástól, ahol Robles összecsaphatott volna a kínai Liu Hszianggal. Ellenfele azonban nem sokkal a verseny előtt megsérült. Robles így nagy fölénnyel, 12,93 másodperces eredménnyel nyerte a számot.
A 2011-es világbajnokságon 110 méteres gátfutás döntőjében elsőként ért célba 13,14 másodperces idővel. Utólag azonban érvénytelenítették eredményét, mivel a visszajátszások alapján megállapították, hogy hozzáért a mellette futó Liu Hsziang kezéhez, amivel akadályozta ellenfelét.
A londoni olimpián a döntőben megsérült és feladta a versenyt.
Robles nagybátyja, Eulogio Robles az 1970-es évek legjobb kubai gátfutói közé tartozott 400 méteren.